# Ascogaster rutilipes
Ascogaster rutilipes är en stekelart som beskrevs av Vladimir Ivanovich Tobias 1987. Ascogaster rutilipes ingår i släktet Ascogaster och familjen bracksteklar. Inga underarter finns listade.